# موزه ملی هنر غرب
موزه ملی هنر غرب (به ژاپنی: 国立西洋美術館 Kokuritsu Seiyō Bijutsukan) که به اختصار NMWA نیز نامیده می‌شود یک موزهٔ هنری است که در پارک اوئنو در توکیو، پایتخت ژاپن واقع شده‌است. این موزه با معماری لوکوربوزیه در سال ۱۹۵۹ میلادی تأسیس شد و به هنر غرب اختصاص دارد.

## دسترسی
- ایستگاه اوئنو

## نگارخانه

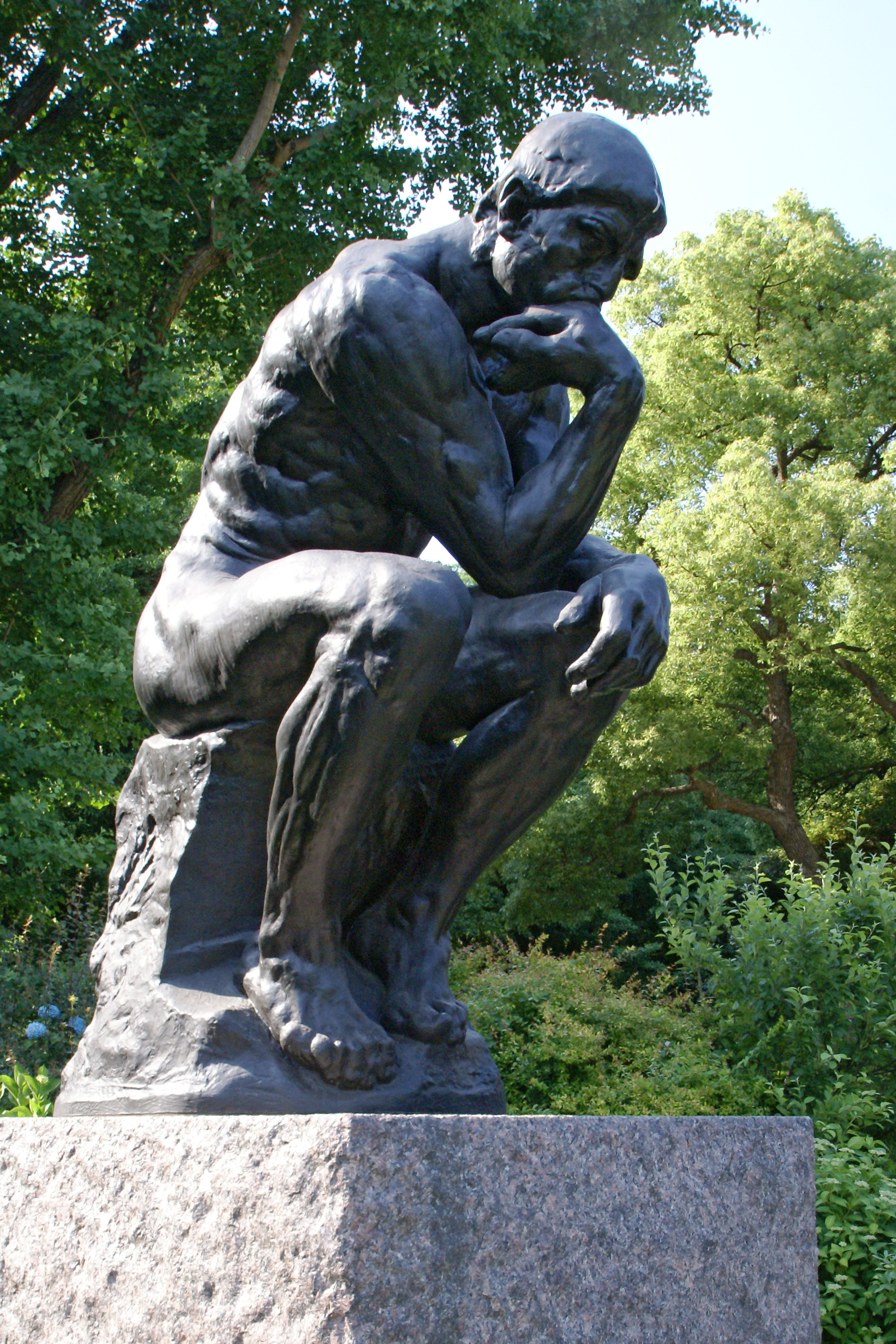
اندیشه‌گر، اثر آگوست رودن؛ نزدیک در ورودی
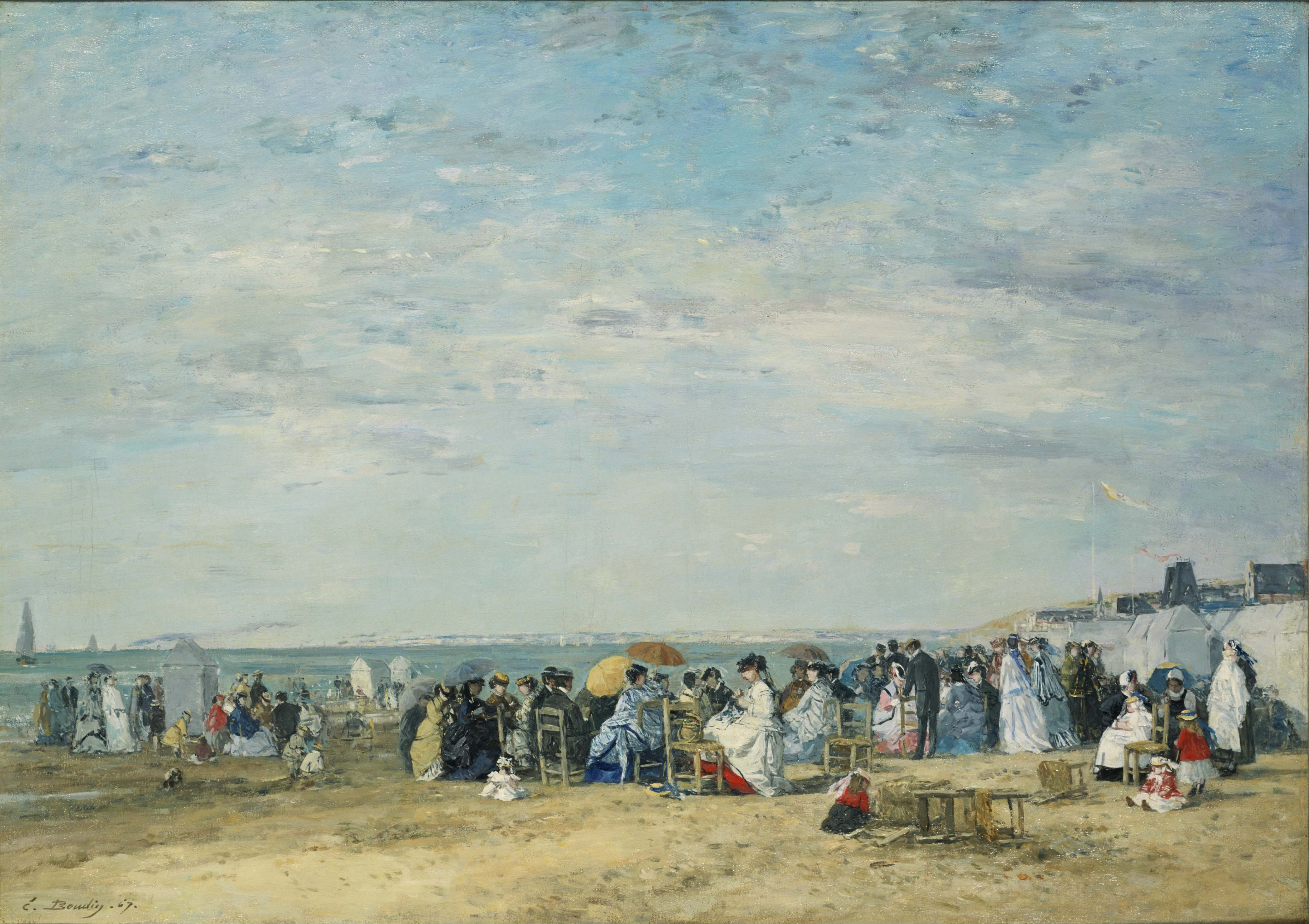
اوژن بودن
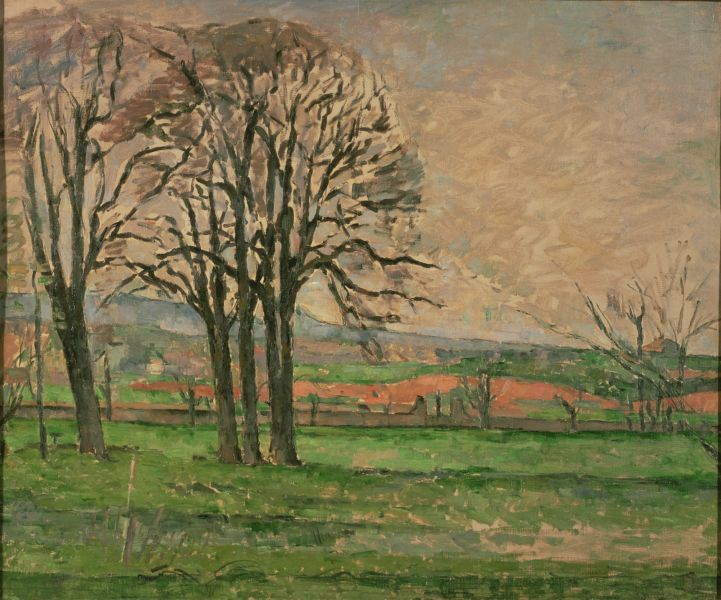
پل سزان
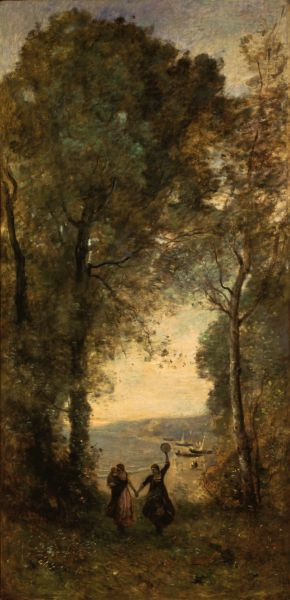
ژان باپتیست کامی کورو
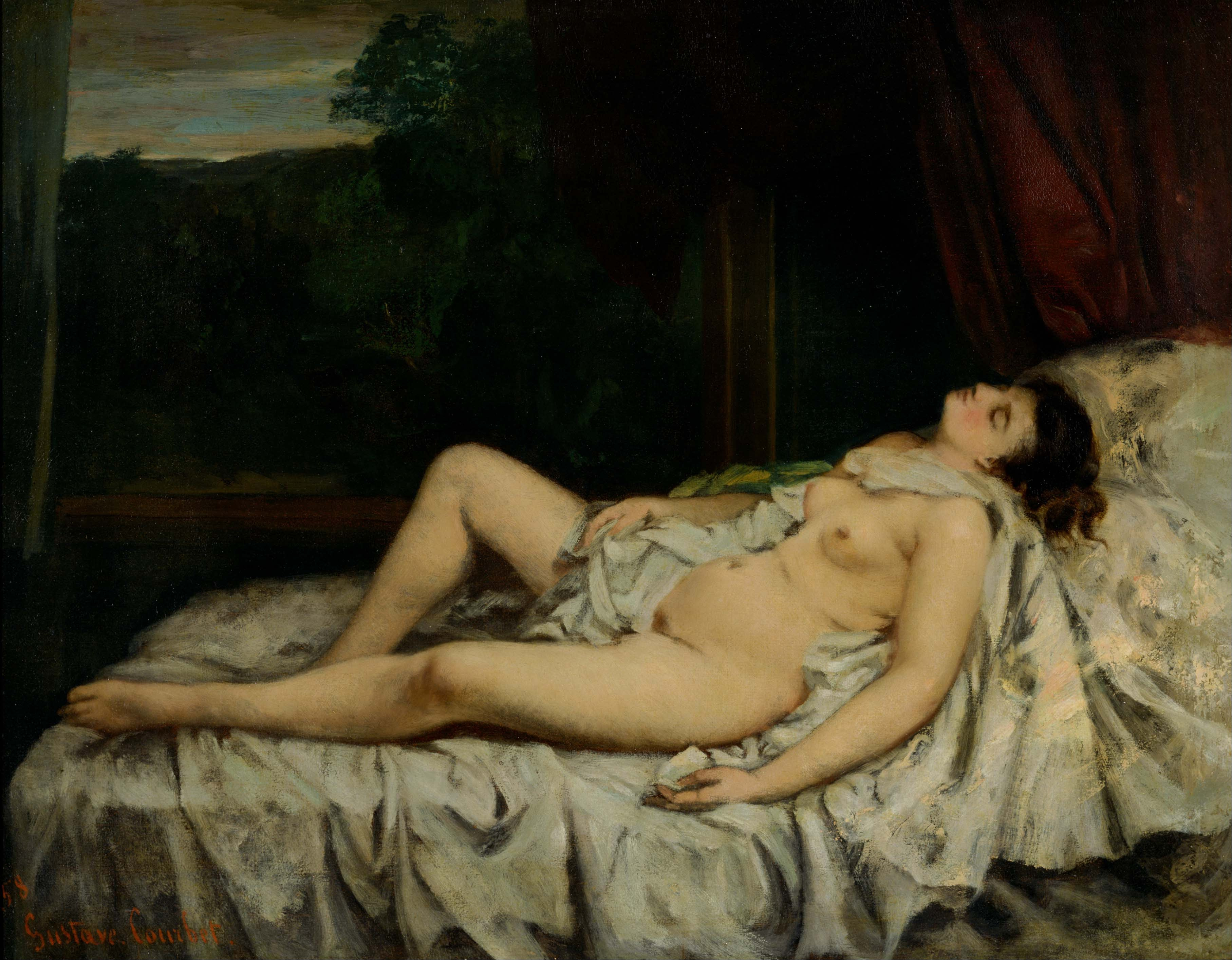
گوستاو کوربه
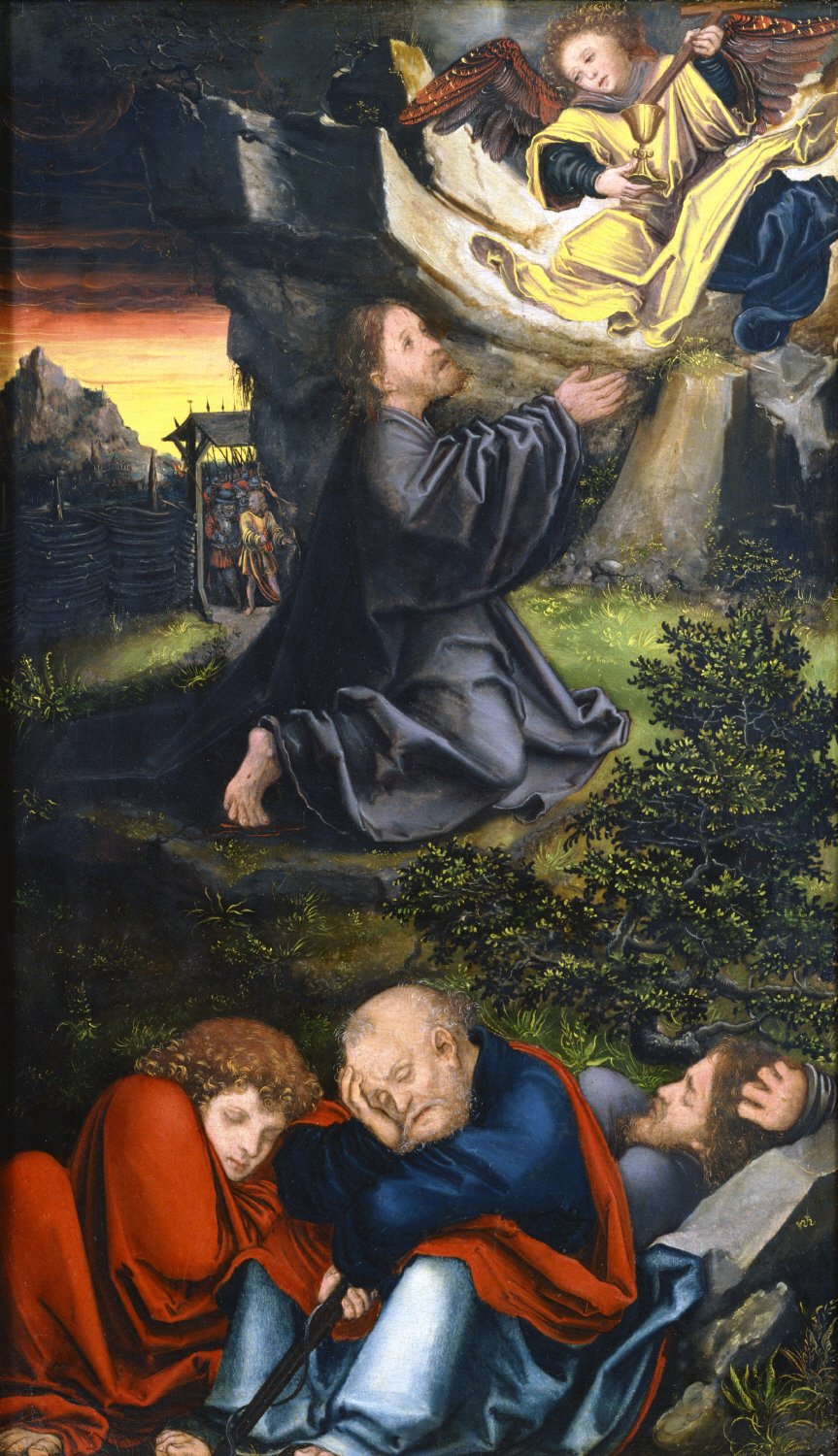
لوکاس کراناخ پدر
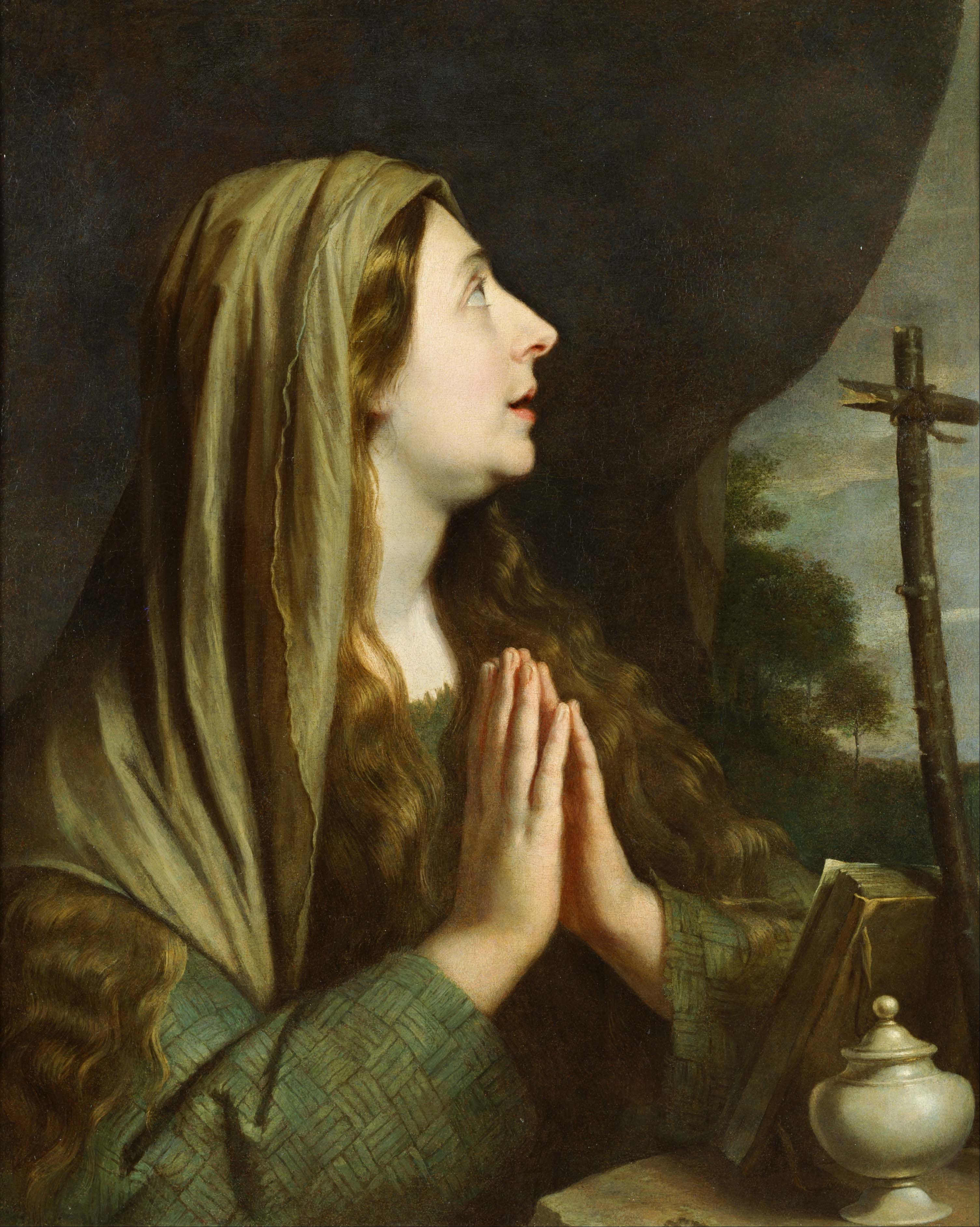
فیلیپ دو شامپانی
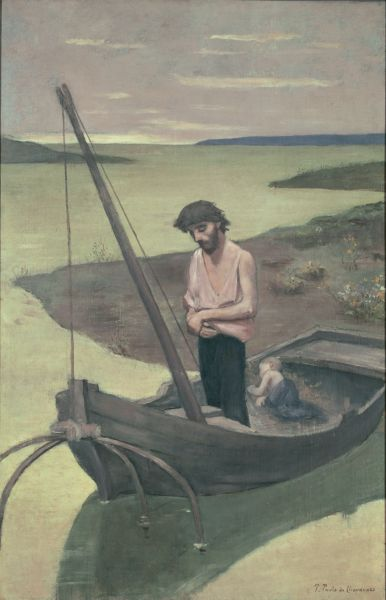
Pierre Puvis de Chavannes
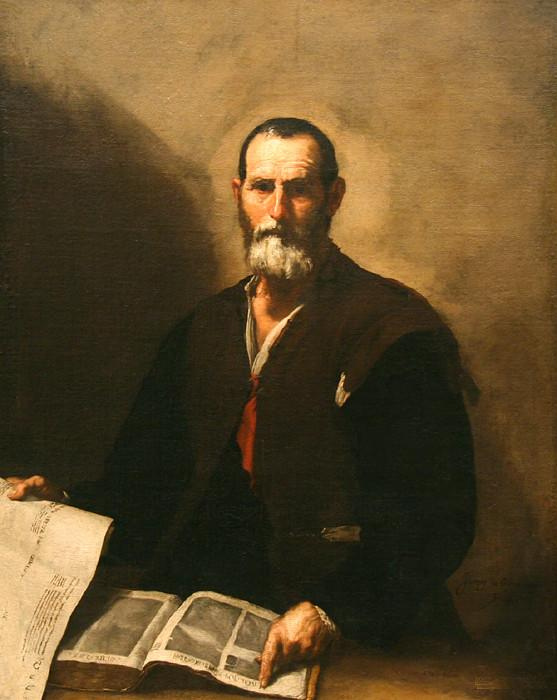
Jusepe de Ribera
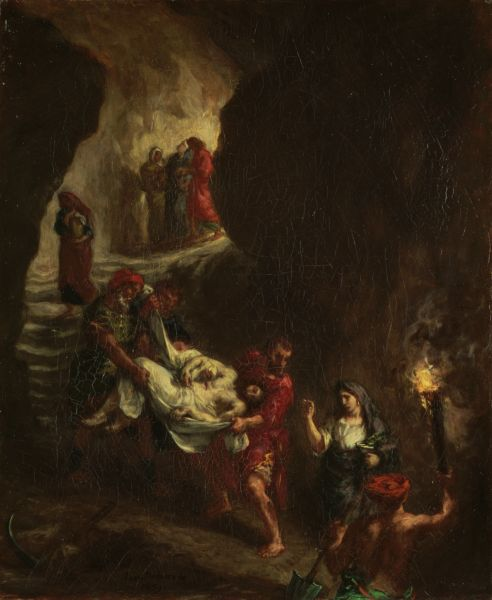
اوژن دولاکروا
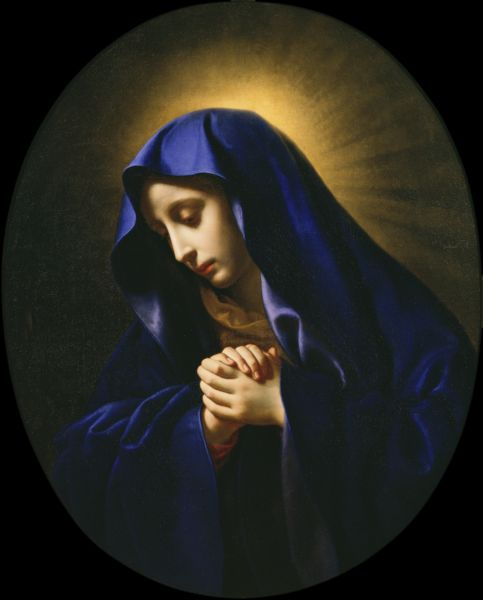
کارلو دولسی
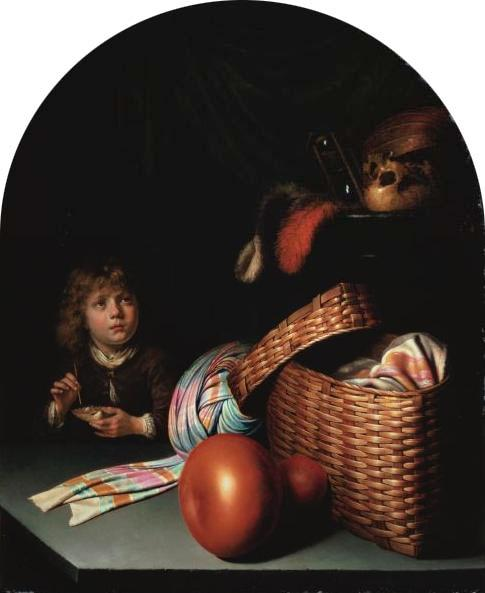
Gerard Dou
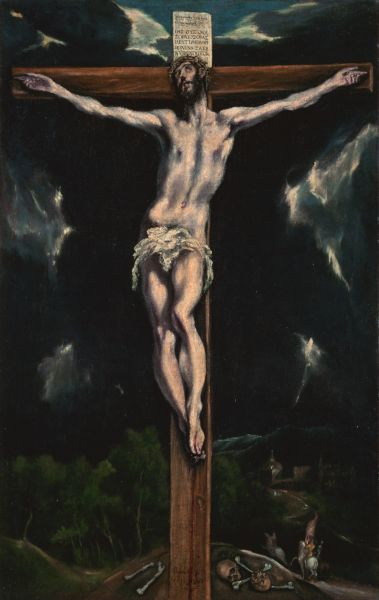
ال گرکو
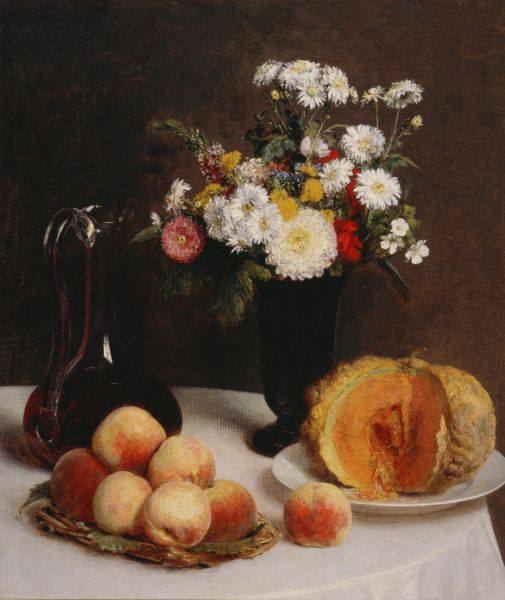
هنری فانتین لاتور
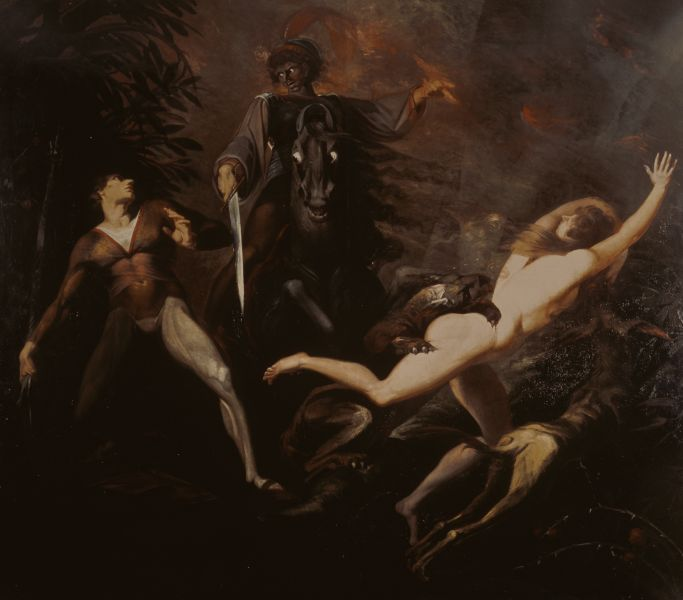
یوهان هاینریش فوسلی
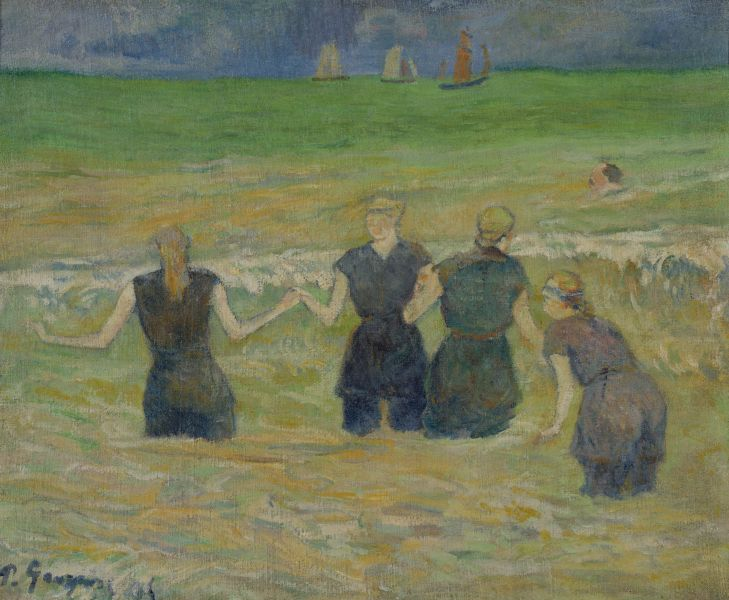
پل گوگن
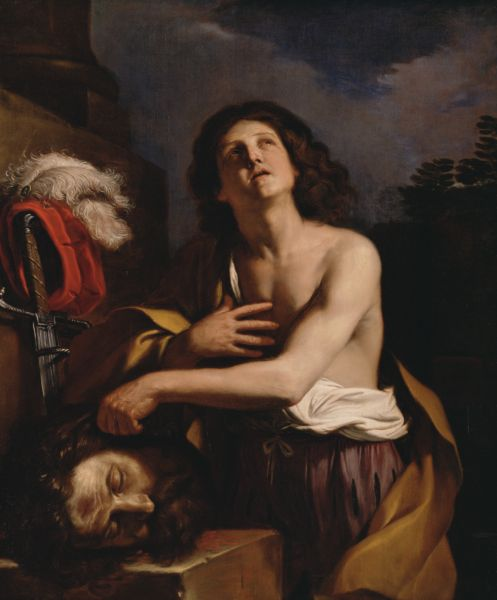
Guercino
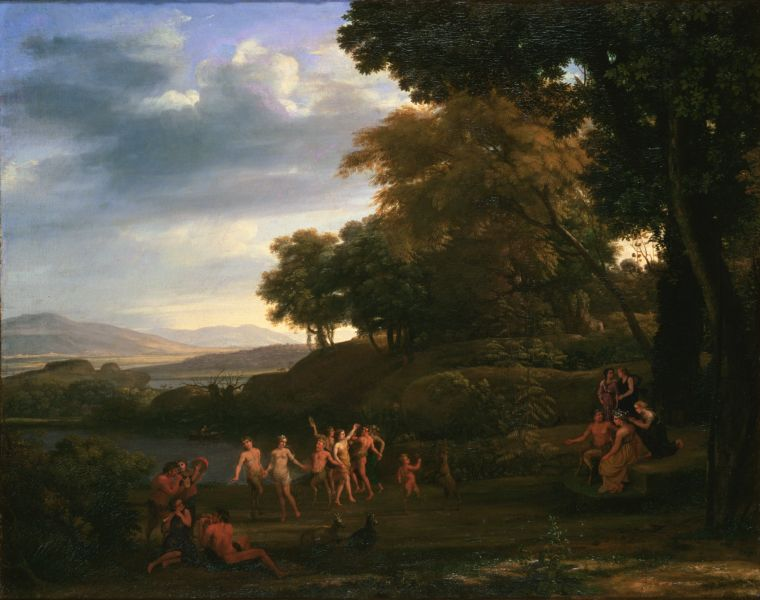
کلود لورین
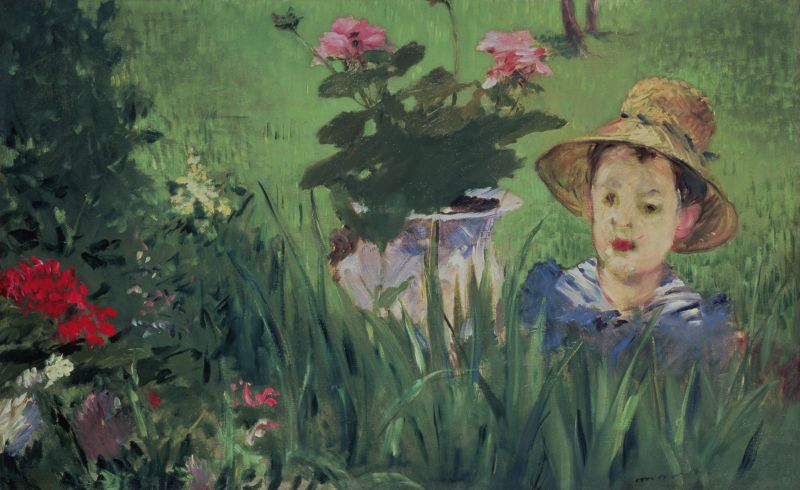
ادوار مانه
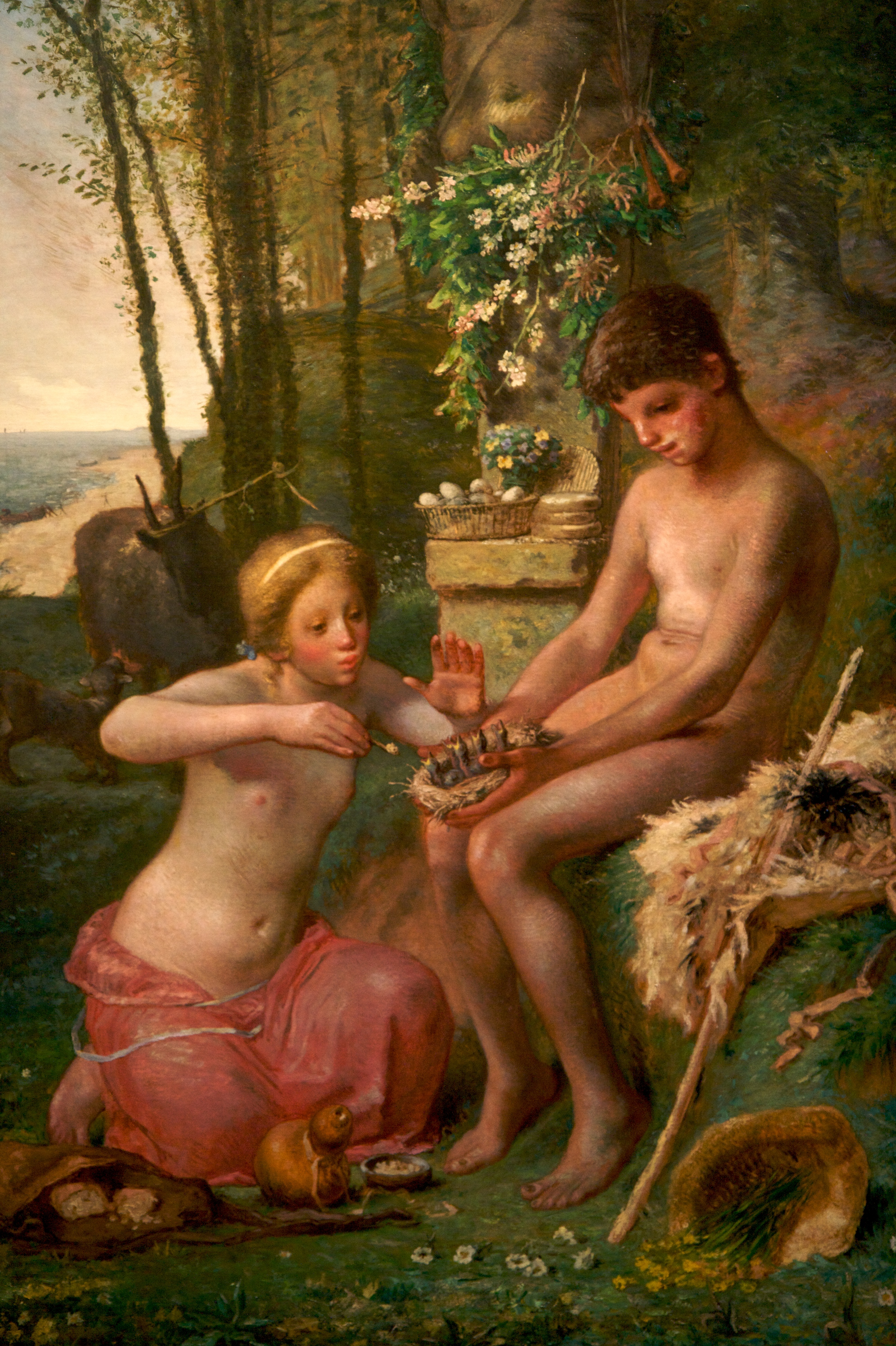
ژان‌فرانسوا میله
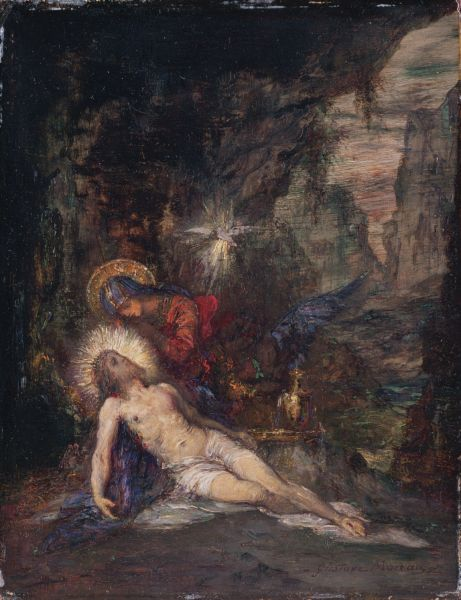
گوستاو مورو
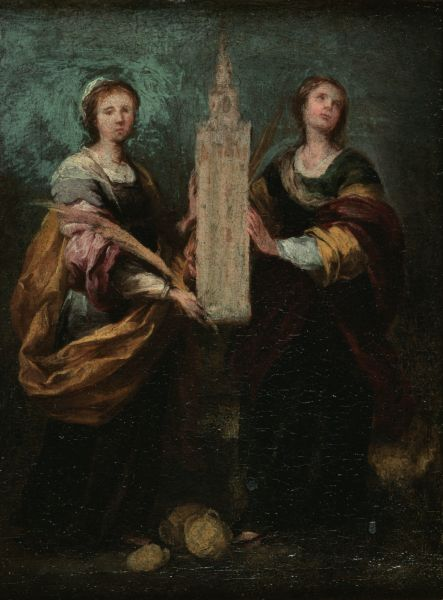
بارتولومه استبان موریلو
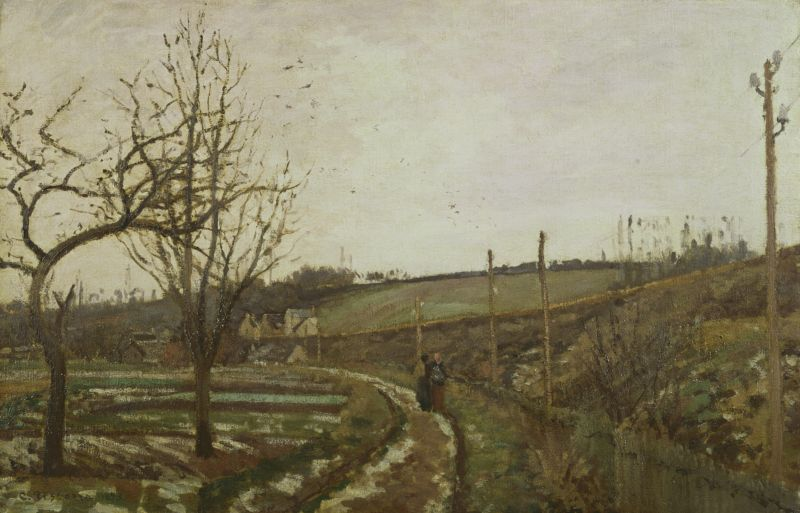
کامی پیسارو
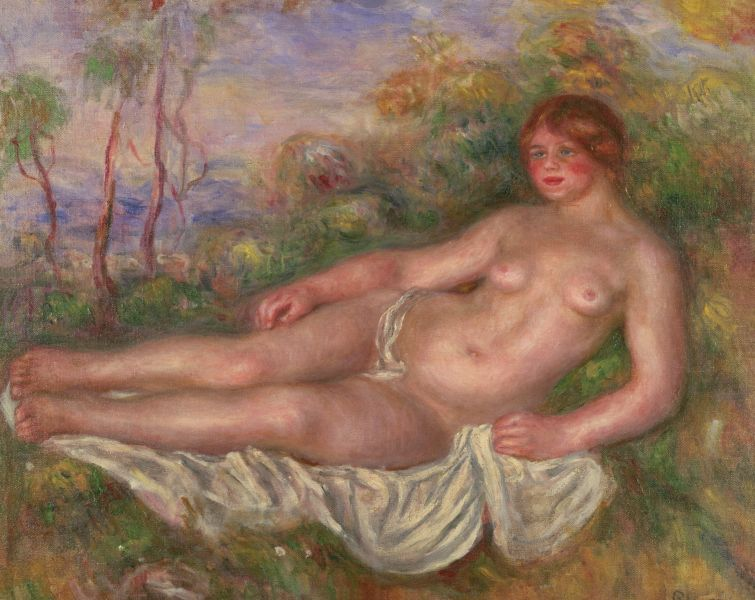
پیر آگوست رنوآر
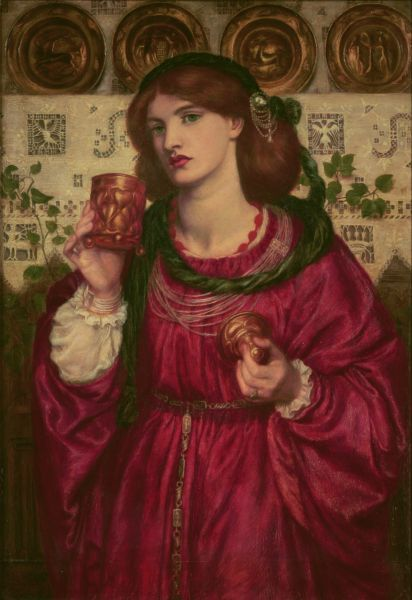
دانته گابرییل روستی
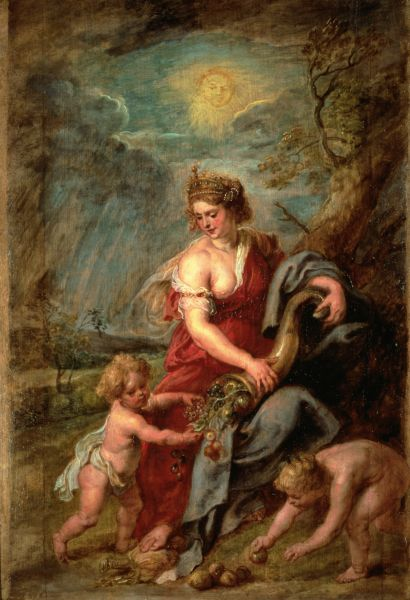
پیتر پل روبنس
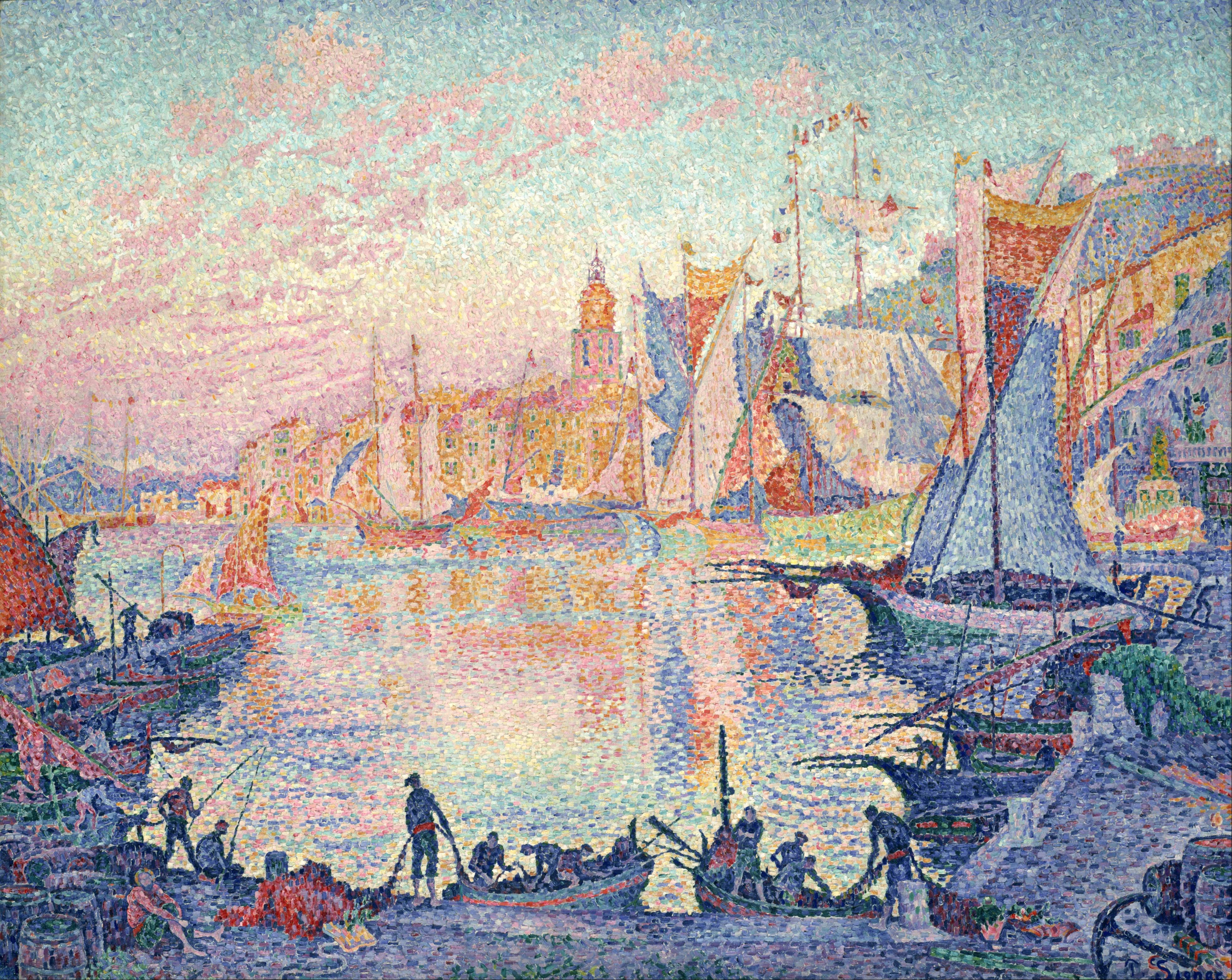
پل سینیاک
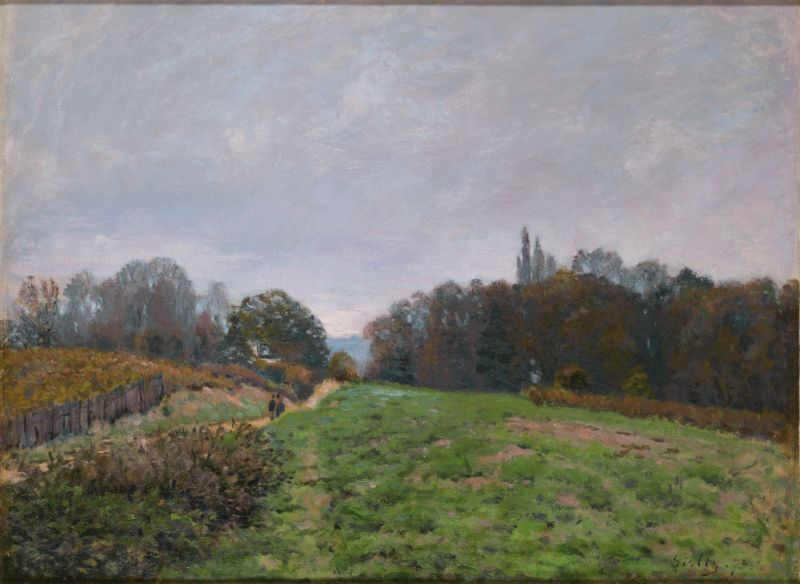
آلفرد سیسلی
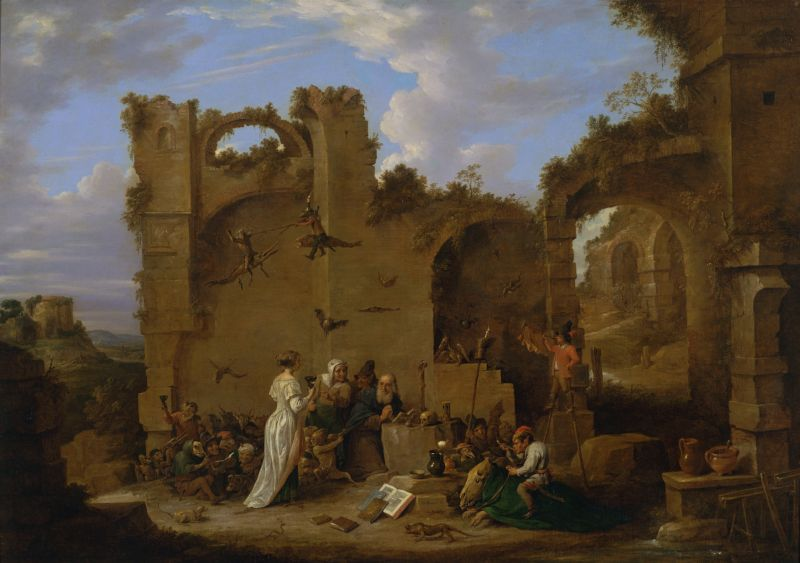
David Teniers the Younger
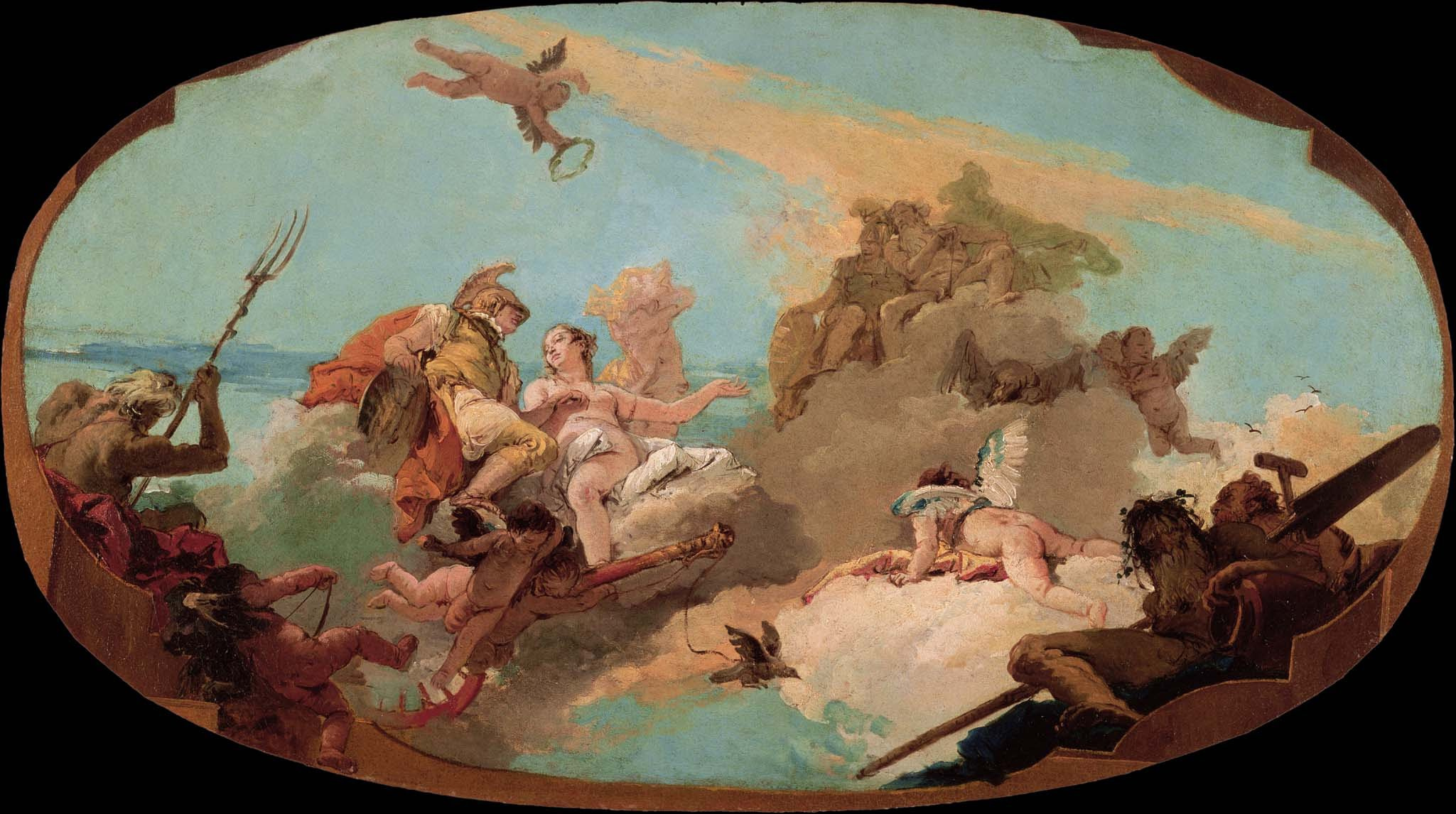
جامباتیستا تیه‌پولو
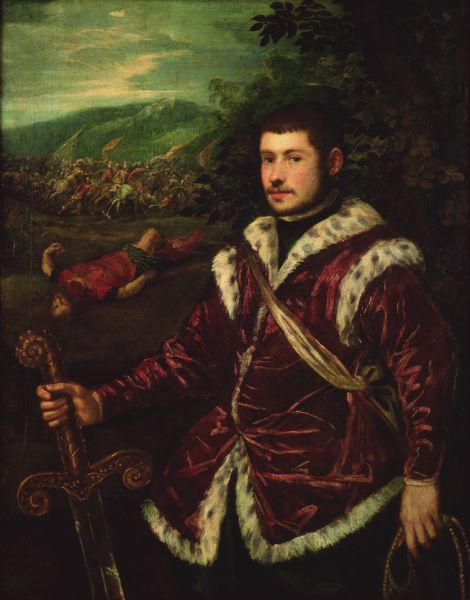
تینتورتو
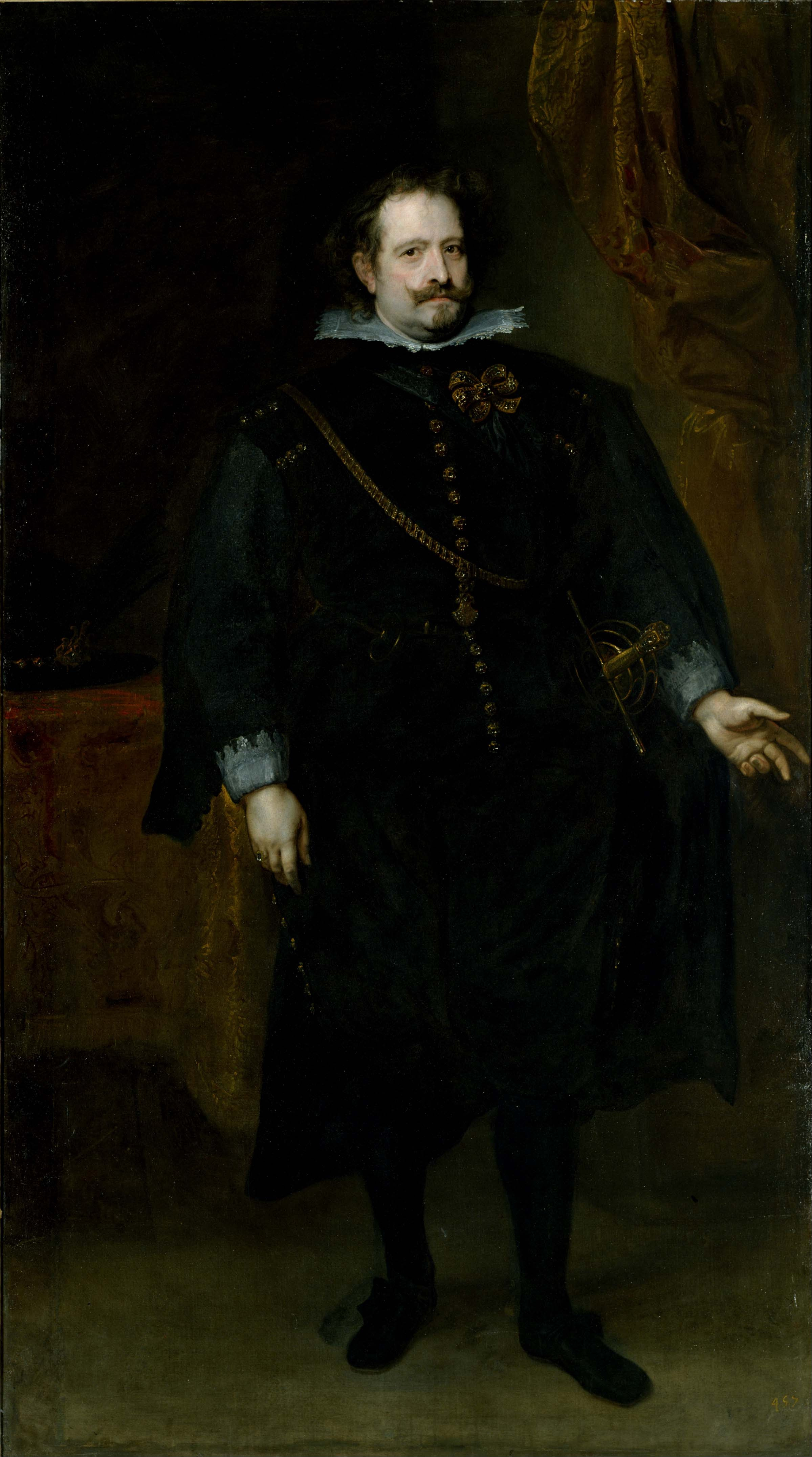
آنتونی فان دیک
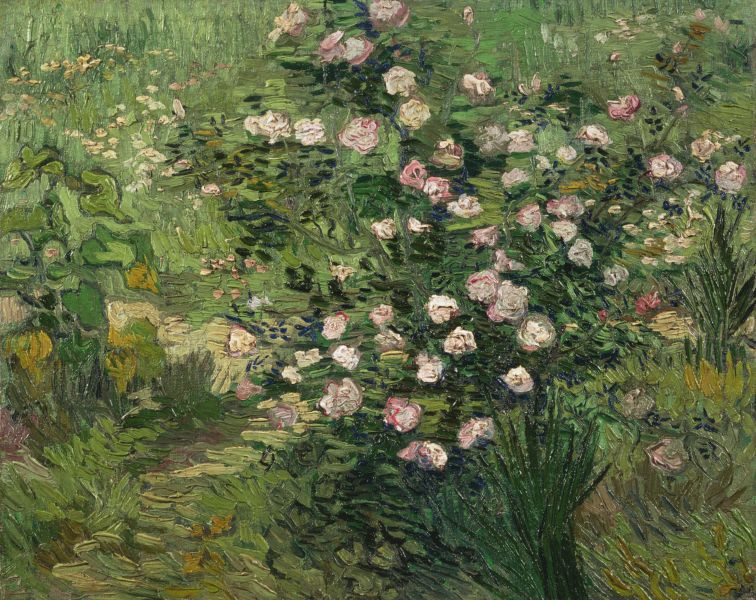
ونسان ون گوگ
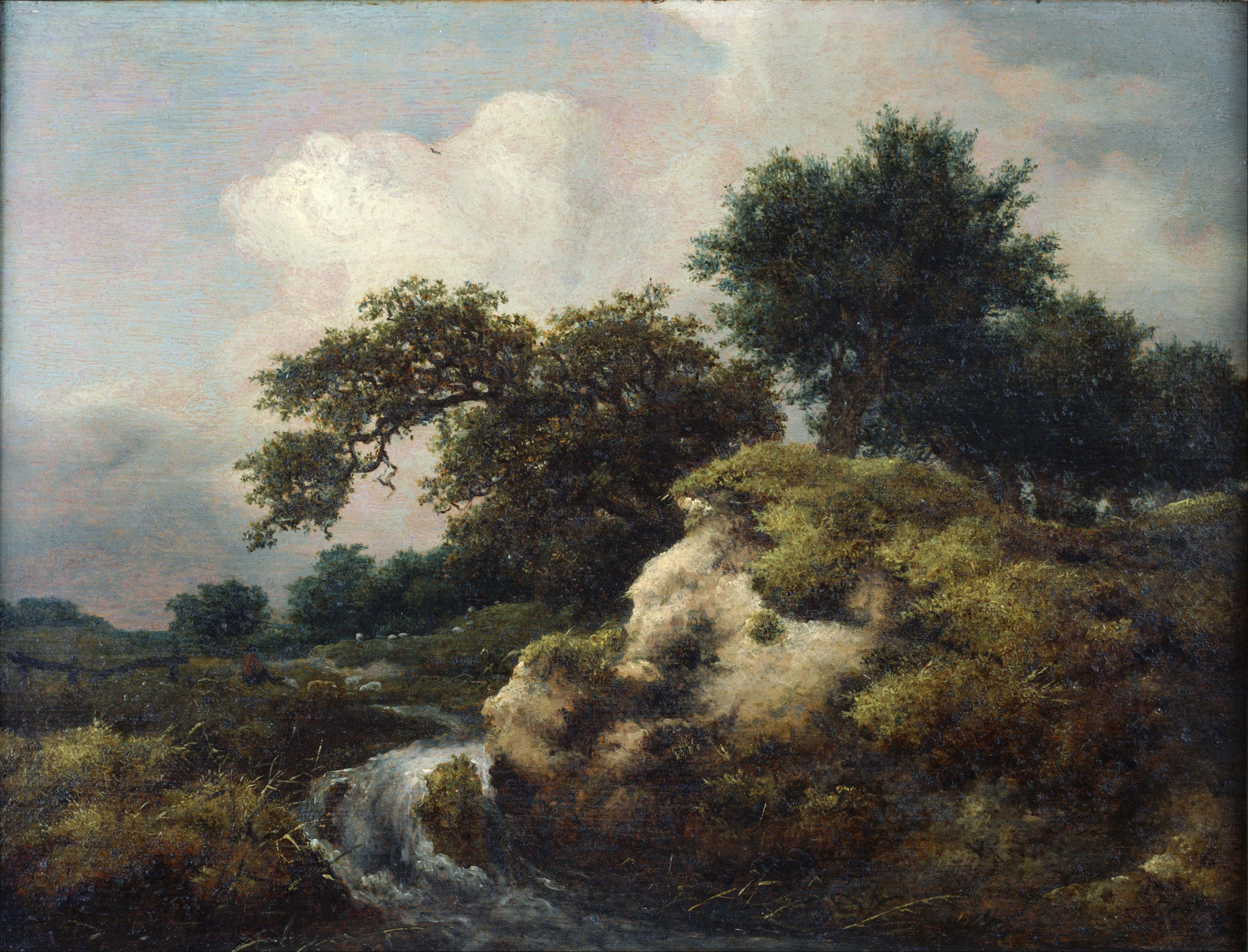
یاکوب وان روئیزدال
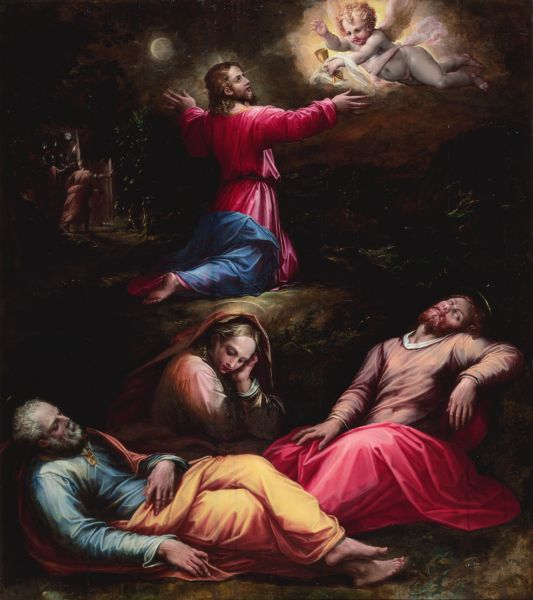
جورجو وازاری
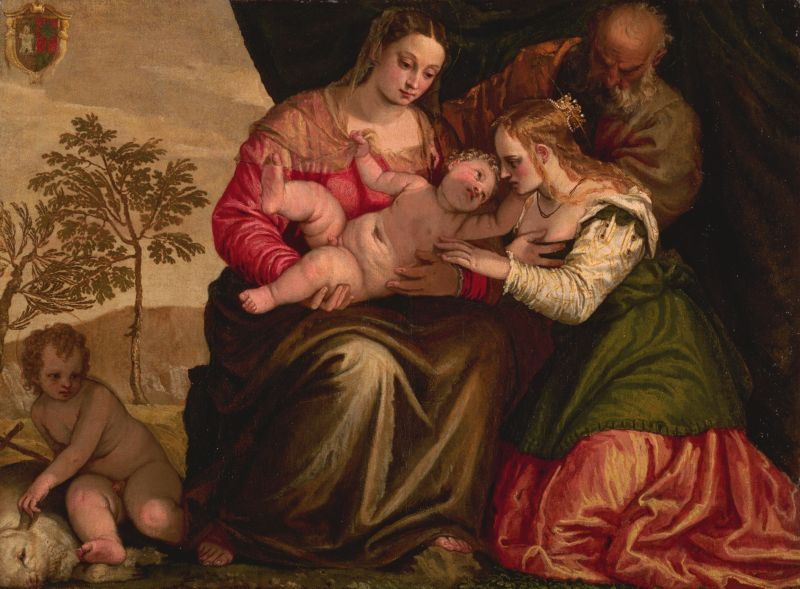
پائولو ورونز
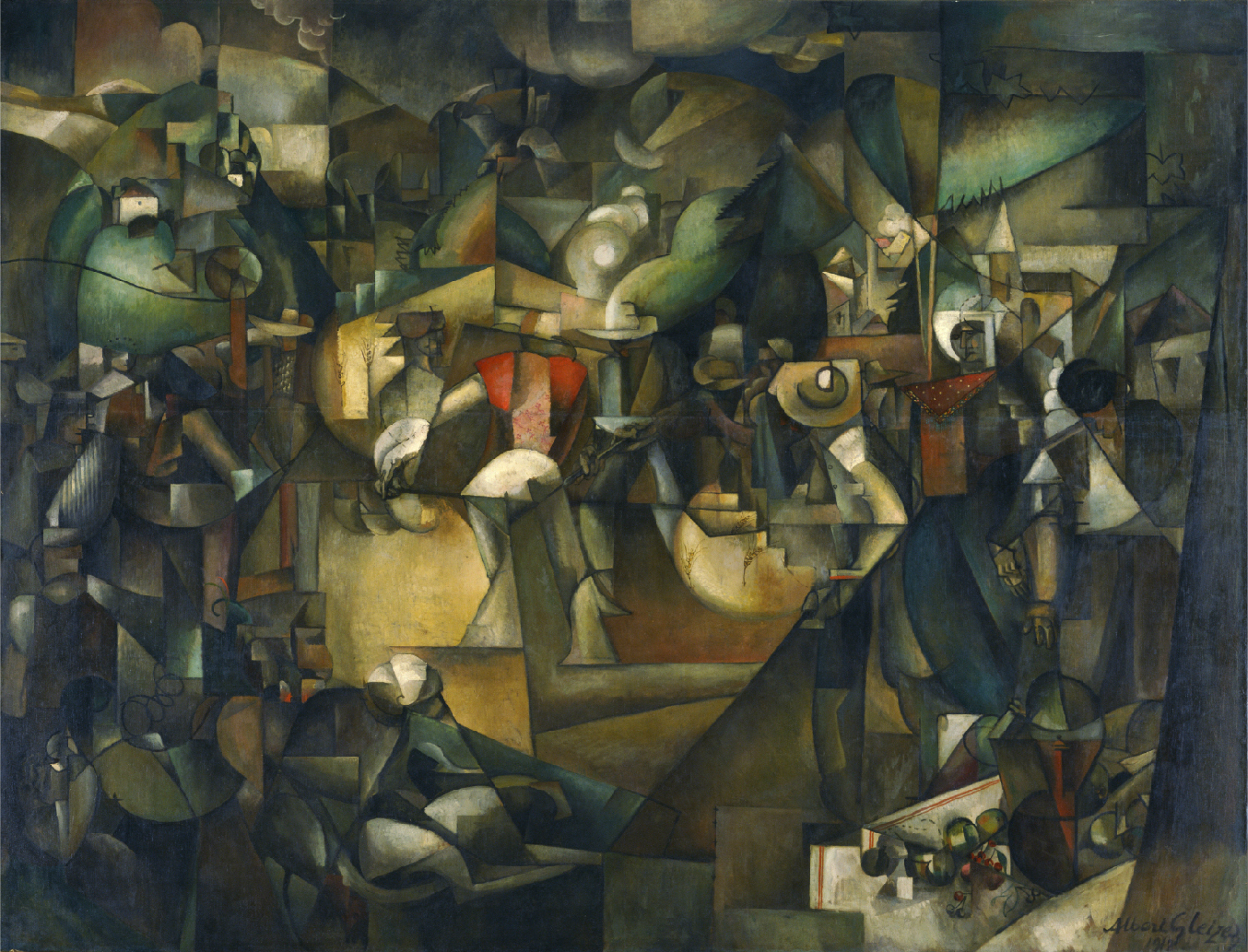
آلبر گلز
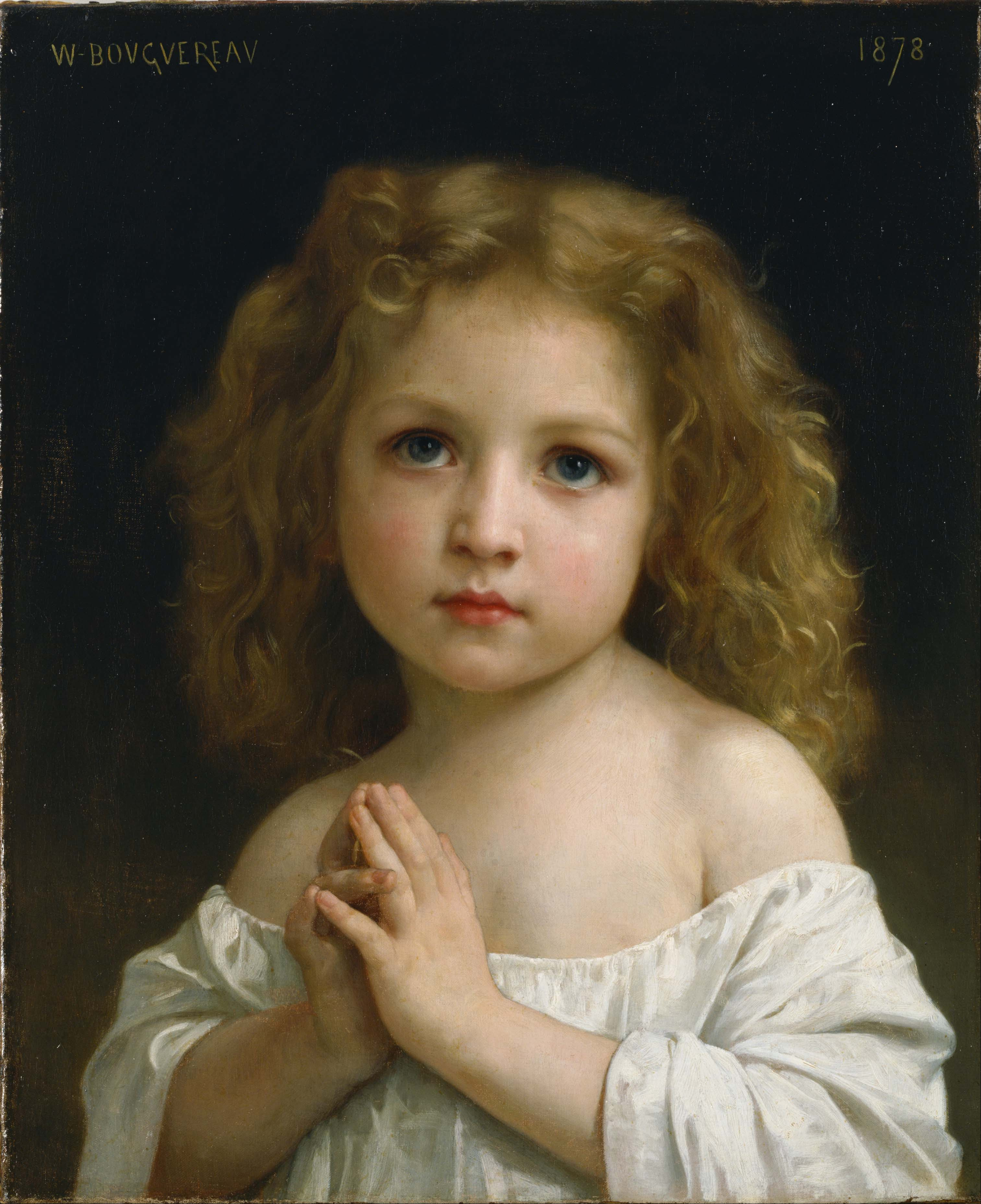
دختربچه
۱۸۷۸ م.
اثر ویلیام-آدولف بوگرو